# Hlîbociok, Trosteaneț
Hlîbociok (în ucraineană Глибочок) este localitatea de reședință a comunei Hlîbociok din raionul Trosteaneț, regiunea Vinnița, Ucraina.

## Demografie
Componența lingvistică a localității Hlîbociok
     Ucraineană (99,65%)
     Alte limbi (0,35%)
Conform recensământului din 2001, majoritatea populației localității Hlîbociok era vorbitoare de ucraineană (99,65%), existând în minoritate și vorbitori de alte limbi.